# Geografia (poesia)
Geografia é colectânea de poesia da autora portuguesa Sophia de Mello Breyner Andersen, publicada em 1967, na qual foram desenvolvidos os temas da natureza purificadora em oposição à cidade, a casa, a infância e as pessoas das quais a Autora se recordava.
Em 1963, Sophia viajou pela Grécia e o seu encontro físico com o mundo grego, longamente intuído, inscrever-se-ia explicitamente sobretudo na obra Geografia (1967).
Segundo Eduardo Lourenço, esta obra apresenta “não somente alguns dos momentos mais altos” da poética andreseniana como de “toda a história da poesia em língua
portuguesa”. 

## Poemas
- Manhã(p. 12)
- Senhora da Rocha (p. 15)
- Escuto (p. 32)
- Vila Adriana (p. 68)
- Pompeia – Casa de Menandro (p. 69)
- Ítaca (p. 73)
- Igrina
- Mundo nomeado ou descoberta das ilhas
- Descobrimento
- Ali, então